# Pauline Bremer
Pauline Bremer (Ossenfeld, 10 april 1996) is een Duits voetbalspeelster.

## Statistieken
| Seizoen | Club                | Land      | Competitie    | Wedstrijden | Doelpunten |
| ------- | ------------------- | --------- | ------------- | ----------- | ---------- |
| 2013/14 | Turbine Potsdam II  | Duitsland | 2. Bundesliga | 6           | 1          |
| 2012/13 | Turbine Potsdam     | Duitsland | Bundesliga    | 11          | 3          |
| 2013/14 | Turbine Potsdam II  | Duitsland | 2. Bundesliga | 0           | 0          |
| 2013/14 | Turbine Potsdam     | Duitsland | Bundesliga    | 20          | 7          |
| 2014/15 | Turbine Potsdam     | Duitsland | Bundesliga    | 17          | 4          |
| 2015/16 | Olympique Lyonnais  | Frankrijk | FD1           | 10          | 5          |
| 2016/17 | Olympique Lyonnais  | Frankrijk | FD1           | 18          | 4          |
| 2017/18 | Manchester City WFC | Engeland  | WSL           | 2           | 1          |
| 2018/19 | Manchester City WFC | Engeland  | WSL           | 4           | 0          |
| 2019/20 | Manchester City WFC | Engeland  | WSL           | 12          | 10         |
| 2020/21 | VfL Wolfsburg       | Duitsland | Bundesliga    | --          | --         |
| Totaal  | Totaal              | Totaal    | Totaal        | --          | --         |

Laatste update: augustus 2020

## Interlands
In 2012 speelde Bremer voor het eerst met het Duitse nationale elftal O17. In 2015 speelde ze ook voor het Duitse nationale vrouwenelftal.
In augustus 2020 speelde Bremer met Wolfsburg als verliezend finalist de finale van de Champions League.

## Privé
- Gemeinsame Normdatei: 1172777683
- Virtual International Authority File: 9512154441766135460006